# CeCe Winans

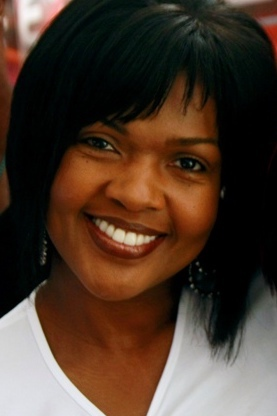
CeCe Winans (2009)

Priscilla Marie „CeCe“ Winans Love (* 8. Oktober 1964 in Detroit, Michigan) ist eine US-amerikanische Gospelsängerin.

## Leben
CeCe Winans stammt aus einer großen Musikerfamilie. Vier ihrer älteren Brüder hatten bereits als The Winans große Erfolge im Gospelbereich und Mitte der 1980er Jahre begann sie selbst im Duett mit ihrem Bruder Benjamin „BeBe“ Winans im Musikgeschäft und sie hatten bis 1994 zahlreiche Erfolge, darunter zwei Grammys als beste Gospelsängerin, 1988 für den Titel For Always und 1990 für Don't Cry, und einer für das gemeinsame Album Different Lifestyles (1991), das sich über eine Million Mal verkaufte und Platz 1 der R&B-Charts erreichte, ebenso wie zwei Singles daraus.
1995 knüpfte sie mit ihrem ersten Soloalbum Alone in His Presence nahtlos daran an. Das Album, das sich mittlerweile ebenfalls über eine Million Mal verkauft hatte, bekam 1996 den Grammy als bestes Gospelalbum.
Daneben sang sie im selben Jahr auch im Duett mit Whitney Houston auf dem Soundtrack-Album Waiting to Exhale zu deren Film Warten auf Mr. Right (engl. Waiting to Exhale) den Song Count on Me, der ein internationaler Charterfolg wurde und in den USA Platz 8 erreichte.
Seitdem veröffentlicht sie weiter regelmäßig erfolgreich Soloalben und konnte dafür bislang drei weitere Goldene Schallplatten, mehrere Grammys sowie eine Reihe weiterer Auszeichnungen entgegennehmen. 2011 bekam sie zusammen mit BeBe Winans einen Stern auf dem Hollywood Walk of Fame.

## Diskografie

### Alben
| Jahr | Titel                 | Höchstplatzierung, Gesamtwochen, AuszeichnungChartsChartplatzierungen (Jahr, Titel, Platzierungen, Wochen, Auszeichnungen, Anmerkungen) | Anmerkungen     |
| Jahr | Titel                 | US | Anmerkungen     |
| ---- | --------------------- | --- | --------------- |
| 1989 | Heaven                | US95 Gold · (25 Wo.)US | mit BeBe Winans |
| 1991 | Different Lifestyles  | US74 Platin · (51 Wo.)US | mit BeBe Winans |
| 1993 | First Christmas       | US163 (2 Wo.)US | mit BeBe Winans |
| 1994 | Relationships         | US111 Gold · (10 Wo.)US | mit BeBe Winans |
| 1995 | Alone in His Presence | US124 Platin · (9 Wo.)US |                 |
| 1998 | Everlasting Love      | US107 (13 Wo.)US |                 |
| 1999 | Alabaster Box         | US129 Gold · (7 Wo.)US |                 |
| 2001 | CeCe Winans           | US116 Gold · (17 Wo.)US |                 |
| 2003 | Throne Room           | US32 Gold · (19 Wo.)US |                 |
| 2005 | Purified              | US41 (9 Wo.)US |                 |
| 2008 | Thy Kingdom Come      | US57 (7 Wo.)US |                 |
| 2009 | Still                 | US12 (27 Wo.)US | mit BeBe Winans |
| 2017 | Let Them Fall in Love | US103 (1 Wo.)US |                 |
| 2024 | More Than This        | US196 (1 Wo.)US |                 |

Weitere Alben
- 1986: BeBe & CeCe Winans (mit BeBe Winans)
- 1998: His Gift
- 2010: Songs of Emotional Healing

### Singles
| Jahr | Titel Album                              | Höchstplatzierung, Gesamtwochen, AuszeichnungChartplatzierungen (Jahr, Titel, Album, Platzierungen, Wochen, Auszeichnungen, Anmerkungen) | Höchstplatzierung, Gesamtwochen, AuszeichnungChartplatzierungen (Jahr, Titel, Album, Platzierungen, Wochen, Auszeichnungen, Anmerkungen) | Höchstplatzierung, Gesamtwochen, AuszeichnungChartplatzierungen (Jahr, Titel, Album, Platzierungen, Wochen, Auszeichnungen, Anmerkungen) | Höchstplatzierung, Gesamtwochen, AuszeichnungChartplatzierungen (Jahr, Titel, Album, Platzierungen, Wochen, Auszeichnungen, Anmerkungen) | Höchstplatzierung, Gesamtwochen, AuszeichnungChartplatzierungen (Jahr, Titel, Album, Platzierungen, Wochen, Auszeichnungen, Anmerkungen) | Anmerkungen                     |
| Jahr | Titel Album                              | DE | AT | CH | UK | US | Anmerkungen                     |
| ---- | ---------------------------------------- | --- | --- | --- | --- | --- | ------------------------------- |
| 1992 | I’ll Take You There Different Lifestyles | — | — | — | — | US90 (6 Wo.)US | mit BeBe Winans & Mavis Staples |
| 1996 | Count on Me Waiting To Exhale            | DE75 (8 Wo.)DE | AT28 (1 Wo.)AT | CH31 (3 Wo.)CH | UK12 (9 Wo.)UK | US8 Platin · (20 Wo.)US | mit Whitney Houston             |

Weitere Singles
- 2021: Believe for It (US: Gold)
- 2021: Goodness of God (US: Gold)

### Videoalben
- 2004: Live in a Throne Room (US: Gold)

## Auszeichnungen
- Grammy Awards
  - 1988 für den Song For Always
  - 1990 für den Song Don’t Cry
  - 1992 für das Album Different Lifestyles
  - 1996 für das Album Alone in His Presence
  - 2002 für das Album CeCe Winans
  - 2006 für das Album Purified
  - 2006 für den Song Pray
  - 2009 für das Album Thy Kingdom Come
  - 2011 für das Album Still (mit BeBe Winans)
  - 2011 für den Song Grace (mit BeBe Winans)
  - 2018 für das Album Let Them Fall in Love
  - 2018 für den Song Never Have to Be Alone

- Hollywood Walk of Fame (2011, gemeinsam mit BeBe Winans)